# فورغ (درميان)
فورغ (بالفارسية: فورگ) هي مستوطنة تقع في إيران في قسم درمیان الريفي. يقدر عدد سكانها بـ 690 نسمة بحسب إحصاء 2016.